# Elecciones de Baden-Wurtemberg de 2001
Las elecciones de Baden-Wurtemberg del 2001 dieron la victoria de nuevo a la CDU (como durante todo este período democrático).
Los resultados fueron:
| Partido Político | Partido Político                           | Porcentaje | Escaños |
| ---------------- | ------------------------------------------ | ---------- | ------- |
|                  | Unión Cristianodemócrata de Alemania (CDU) | 44,80      | 63      |
|                  | Partido Socialdemócrata de Alemania (SPD)  | 33,29      | 45      |
|                  | Partido Liberal de Alemania (FDP/DVP)      | 8,11       | 10      |
|                  | Alianza90/Los Verdes (GRÜ)                 | 7,73       | 10      |
|                  | Republicanos (REP)                         | 4,38       | 0       |

| Predecesor: 1996 | Elecciones de Baden-Wurtemberg 2001 | Sucesor: 2006 |

- Datos: Q443246
- Multimedia: 2001 Baden-Württemberg state election / Q443246